# GOYA
GOYA（ゴヤ）は沖縄市にあった洋菓子店「ゴヤケーキ」の運営会社。

## 歴史
1990年代にシフォンケーキのほかパウンドケーキやロールケーキ、タルトなどの製造販売で創業。2007年1月に法人化された。
沖縄市の洋菓子店「ゴヤケーキ」を運営し、一時は那覇市首里にも店舗があった。
2020年1月に沖縄市の本店が閉店。2021年4月に那覇地裁から破産手続き開始決定を受けた。